# Dalslands landskapsvapen
Dalslands landskapsvapen är: I fält av silver en gående röd tjur med beväpning av guld, därest dylik skall komma till användning. Vapnet kröns i likhet med alla landskapsvapen av en hertiglig krona.
Ursprungligen utgjordes vapnet, som tillkom vid Gustav Vasas begravning 1560, av en oxe med en hängande svans. Oxen valdes troligen som en symbol för den omfattande boskapsuppfödningen som förekom i Dalsland vid denna tid. Landskapet bar i äldre tider (från mitten av 1500-talet) titeln grevskap, men har nu liksom rikets alla landskap värdigheten av hertigdöme. Vapnet bildar i vänstervänd version tillsammans med Göteborgs stadsvapen och landskapsvapnen för Bohuslän och Västergötland det nya vapnet för Västra Götalands län. Tidigare ingick vapnet tillsammans med Västergötlands landskapsvapen i vapnet för Älvsborgs län.

## Bildgalleri

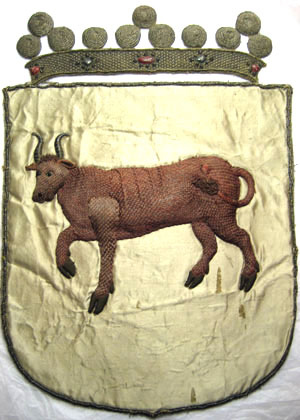
Dalslands landskapsvapen, broderat för hästtäcke buret vid Karl X Gustavs begravning den 4 november 1660. Finns på Livrustkammaren.